# Ферарско-фирентински сабор
Ферарско-фирентински сабор или Фирентинска унија је био сабор хришћанских цркви који је трајао од 1438. до 1445. године. Од 1438. до 1439. одвијао се у Ферару, од 1439. до 1442 у Фиренци и од 1443. до 1445. у Риму. Католичка црква га сматра 17. васељенским сабором, док Православна црква одбацује све одлуке сабора.
Фераро-Флорентински сабор био је наставак Базелског сабора и започео је осудом његових учесника. Сабор је сазвао папа Евгеније IV, а одобрио византијски цар Јован VIII Палеолог. Сабору су присуствовали цариградски патријарх Јосиф II, опуномоћени представници александријског, антиохијског и јерусалимског патријарха, митрополити Молдовлашке, митрополит кијевски и све Русије Исидор и суздаљски епископ Аврамије, два представника Грузинске православне цркве (епископ и нећак грузијског цара Александра), епископи Ефеса, Трапезунда, Ираклија, Кизика, Сарда, Никомидије, Никеје, Трнова, Монемвасије, Лакедемоније, Амасије, Митилиније, Ставропоља, Родоса, Маленике, Драмије, Ганке, Драстрије, Анхиале и богослови, укупно око 700 људи.
Сабор је детаљно испитивао разлике између западне (католичке) и источне цркве. Нагласак је стављен на разлике у догмама, посебно на тзв. филиокве (лат. filioque) — додатак који је Римска црква унијела у Симбол вјере. Разматрана су и друга догматска питања — о чистилишту, првенству папе у Васељенској цркви, слављењу тајне евхаристије.
Сабор је проглашен васељенским. Већ на почетку саборских сједница Латини нису испунили договор о благовременом одржавању византијске делегације, па су православци морали да се заложе и продају своје ствари за прехрану. Премјештање сабора из Фераре даље од границе, у Фиренцу, није било повезано са кугом (која је окончана два мјесеца раније), како је то званично објављено, него су патријарх, цар и папа хтјели да спријече представнике православне делегације да побјегну у Византију прије краја засједања. На интерном састанку византијске делегације, цар је заговарао прелазак у Фиренцу због недостатка средстава папе и спремности Фирентинаца да му их обезбједе.
Током сабора, већина представника византијске делегације, пет мјесеци без примања новца за храну, обећала је као услов за присуство делегације на сабору повратак у Цариград, а под притиском цара и патријарха 5. јула 1439. (другог индикта 6947), потписали су орос сабора („Фирентинска унија”). Међу онима који нису потписали били су: митрополит Марко Ефески (уз помоћ царевог брата, који је био противник уније), митрополит иверски Григорије из Грузије (претварајући се да је луд), митрополит нитријски Исак, митрополит гашки Софроније и епископ ставропољски Исија (тајно је побјегао из Фиренце и касније добио заштиту царевог брата). Унија се састојала у признању иновације Римске цркве као заснованих у Светом Писму и Светом Предању, тј. правомоћним, али под условом да источне цркве, признајући цјелокупну садржину доктрине Римске цркве као исправну, неће уводити латинске литургијске и црквене обичаје.
Цариградски патријарх није доживио потписивање ороса и преминуо је 8 дана након писменог одобрења филиокве на унутрашњем засједању византијске делегације.
Симбол вјере, са додацима или без њих, није написан у оросу сабора. Због одсуства одлука у оросу везаних за спорна питања о којима се расправљало на сабору, англикански посланици одбацили су унију.
Учесник сабора, Силвестер Сиропул, овако описује исход:
Грци су знали, да је орос потписао цар, па су потписали и они. Знали су и Латини да су га потписали Грци и папа, па су потписали и они. При том већина није знала шта је у њему написано. Заиста, осим неколико Латина и Грка, који су проучавали орос или оних који су били су близини када је написан, већина није знала његов садржај. И кад су хтјели да потпишу, орос није читан пред Грцима, ни прије потписивања, ни одмах послије, а ни међу Латинима. […] Тако је састављен орос, и тако је било познавање епископа његовог садржаја, а такви су били трикови и интриге да се то постигне. Нека они који желе одлуче да ли је потребно размотрити такав орос Васељенског сабора и да ли тако постигнуто уједињење треба прихватити као истинско и безусловно јединство и да ли су они који не прихватају уједињење и орос у супротностима са саборским одлукама.
Повратак византијске делегације у Константинопољ обављен је 1. фебруара трећег индикта, у масленички понедјељак. Свештенство цркве Свете Софије није хтјело да саслужује са онима који су потписали орос на сабору, а народ готово да није присуствовао богослужењима. За вријеме службе у цркви Свете Софије није читан орос са сабора. Свештенство Константинопоља је престало помињати цара на богослужењима, народ није хтио да присуствује на службама оних који су пали у латинство. Послије три мјесеца цар је затражио да се постави нови патријарх. Тада је митрополит Ираклије донио окупљеном синоду јавно покајање за потписивање ороса и супротно многима одбио звање патријарха због одобравања чланова сабора уније. Други кандидат, трапезундски митрополит, такође се одрекао звања патријарха зог великих немира у Цркви и његове осуде уније. Због тога је 4. маја на патријаршијски пријесто изабран кизички митрополит Митрофан, који је одобрио унију. Избор је одржан жребом између трапезундског и кизичког митрополита, а неки тврде да су оба жреба указивала на кизичког митрополита. Марко Ефески и митрополит Ираклије одбили су да саслужују новом патријарху на Педесетницу, исто дана када су тајно напустили Константинопољ. Унију је 12. децембра 1452. ипак у Светој Софији прогласио митрополит кијевски Исидор у присуству цара, епископата и лаика. Истовремено, постојала је неизвјесност да ли је овај проглас био привремена мјера смишљена да спријечи пад Константинопоља, који је услиједио шест мјесеци касније.
Унија се показала неодрживом и заправо није дуго трајала. У року од неколико година, многи епископи и митрополити који су присуствовали сабору почели су отворено да поричу своју сагласност са оросом сабора или да тврде да су саборске одлуке изазване подмићивањем и пријетњама латинског свештенства. Тако је унију одбацила већина источних цркава.
Поред уније са Грчком црквом, потписане су буле о унији са Јерменском црквом (1439), Јакобитском црквом (1441) и Коптском црквом (1442); затим је Сабор пребачен у Рим (25. априла 1442), гдје су потписане буле о унији са Сиријцима из Месопотамије, Халдејцима и Маронитима са Кипра. Сабор је окончан 7. августа 1445. године.